# 正交多项式的阿斯基方案

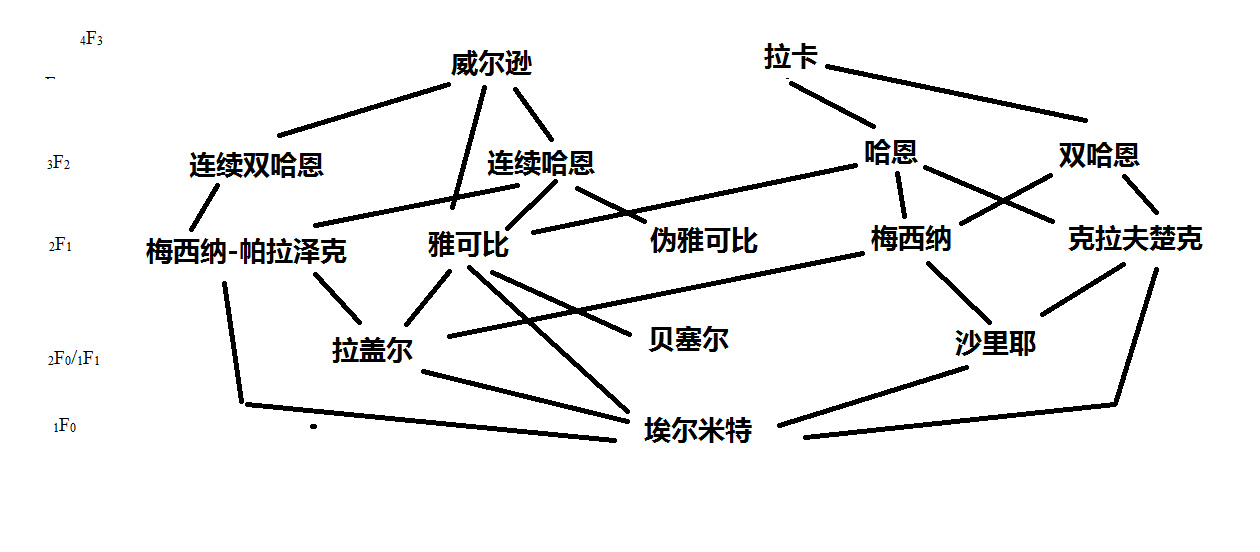
Askey Scheme hypergeom orthogonal polynomials

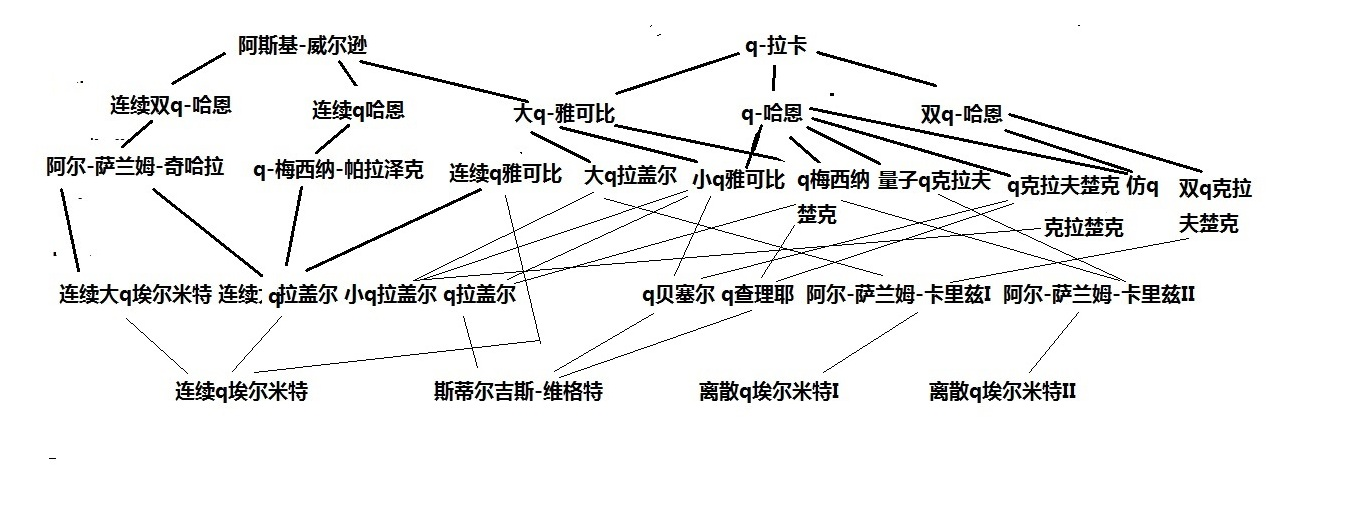
Basic Hypergeometric orthogonal polynomials scheme

正交多项式的阿斯基方案是1985年阿斯基和威尔逊首先提出的关于正交多项式的分类方案，后经科伊克伊克等学者扩充以包括基本超几何多项式.
4F3威尔逊 | 拉卡
3F2连续双哈恩 | 连续哈恩 | 哈恩 | 双重哈恩
2F1梅西纳-珀拉泽克多 | 雅可比 | 伪雅可比 | 梅西纳 | 克拉夫楚克多项式
2F0/1F1拉盖尔 | 贝塞尔 | 查理耶
1F0Hermite

## 基本超几何多项式序列
4{\displaystyle \phi }3阿斯基-威尔逊 | q-拉卡
3{\displaystyle \phi }2连续双q哈恩 | 连续q哈恩 | 大q-雅可比 | q哈恩 | 双q哈恩
2{\displaystyle \phi }1阿尔-萨拉姆-持哈拉 | q梅西纳-帕拉泽克 | 连续q雅可比 | 大q拉盖尔 | 小q雅克比 | q梅西纳 | 量子q克拉楚克 | q克拉楚克 | 仿q克拉楚克 | 双q克拉夫楚克
2{\displaystyle \phi }0/1{\displaystyle \phi }1连续大q埃尔米特 | 连续q拉盖尔 | 小q拉盖尔 | q拉盖尔 | q贝塞尔 | q查理耶 | 阿尔-萨拉姆-卡里兹 I | Al-Salam–Carlitz II
1{\displaystyle \phi }0连续q埃尔米特 | 斯蒂尔吉斯-维格特 | 离散q埃尔米特 I | 离散埃尔米特II